# Stark megye (Észak-Dakota)
Stark megye az Amerikai Egyesült Államokban, azon belül Észak-Dakota államban található. Megyeszékhelye és legnagyobb városa Dickinson. Lakosainak száma 33 646 fő (2020. április 1.). Stark megye Dunn, Hettinger, Mercer, Morton, Grant, Slope és Billings megyékkel határos.

## Népesség
A megye népességének változása:

| 2010 | 24 199 |
| 2020 | 33 646 |